# ريكي إلمور
ريكي إلمور (بالإنجليزية: Ricky Elmore)‏ هو لاعب كرة قدم أمريكية أمريكي، ولد في 1 فبراير 1988 في سيمي فالي في الولايات المتحدة.

## وصلات خارجية
- ريكي إلمور على موقع مرجع كرة القدم المحترفة.كوم (الإنجليزية)